# 富士見町 (弘前市)
富士見町（ふじみちょう）は、青森県弘前市の地名。郵便番号は036-8223。2017年6月1日現在の人口は1,008人、世帯数は618世帯。

## 地理
- 文京町（弘前大学教育学部）・青森県道127号石川土手町線の裏手で、弘南鉄道大鰐線沿線弘高下駅近くの町。北は紙漉町、北西から西にかけて桜林町、南は文京町、東は富田に接する。

## 歴史

### 沿革
- 1956年（昭和31年）～現在 - 紙漉町、富田の一部から分離、富士見町になる。

### 地名の由来
- 津軽富士・岩木山をよく眺めることができたことから俗称として富士見町と呼ばれていたものがそのまま定着する。

## 施設

### 医療
- 一関歯科

## 小・中学校の学区
市立小・中学校に通う場合、学区は以下の通りとなる。
| 町丁     | 番・番地 | 小学校             | 中学校             |
| -------- | -------- | ------------------ | ------------------ |
| 富士見町 | 全域     | 弘前市立大成小学校 | 弘前市立第三中学校 |

## 交通
- 弘南バス

弘前大学入口、富士見町（ミニバス 城南経由 - 桜ヶ丘団地線）停留所。